# Гюстав Ейфель
Алекса́ндр Гюстав Ейфель (фр. Alexandre Gustave Eiffel, уроджений: Бенікгаузен (нім. Bönickhausen); 15 грудня 1832, Діжон — 28 грудня 1923, Париж) — французький архітектор та інженер з проєктування металевих конструкцій.

## Життєпис
Гюстав Ейфель народився 15 грудня 1832 року в Діжоні, Кот-д'Ор, Франція. Прізвище Ейфель (фр. вимова: [ɛfɛl]) сім'я взяла на честь місцевості в передгір'ї Айфель, оскільки французькою мовою було складно вимовити німецьке прізвище Бенікгаузен (нім. Bönickhausen), яке Гюстав успадкував від німецьких предків, що на початку XVIII століття переселилися до Франції.
У 1852 році закінчив ліцей з технічним ухилом і вирішив вступити до знаменитої Політехнічної школи в Парижі, де провалився на вступному іспиті: там потрібно було блиснути красномовством, — у цьому інженерний геній завжди був слабкий. Проте він не занепав духом і вступив до Паризької школи мистецтв і ремесел.
У 1855 році Гюстав отримав диплом і влаштувався працювати до конструкторської компанії «Шарль Нево», яка займалася будівництвом мостів. Уже за два роки він став відомим у вузькому колі, після того, як застосував під час спорудження залізничного моста в Бордо винайдений ним метод пневматичної установки основи мосту. Після цього його прийняли до престижної Спілки цивільних інженерів, яку він пізніше очолив.

### Робота

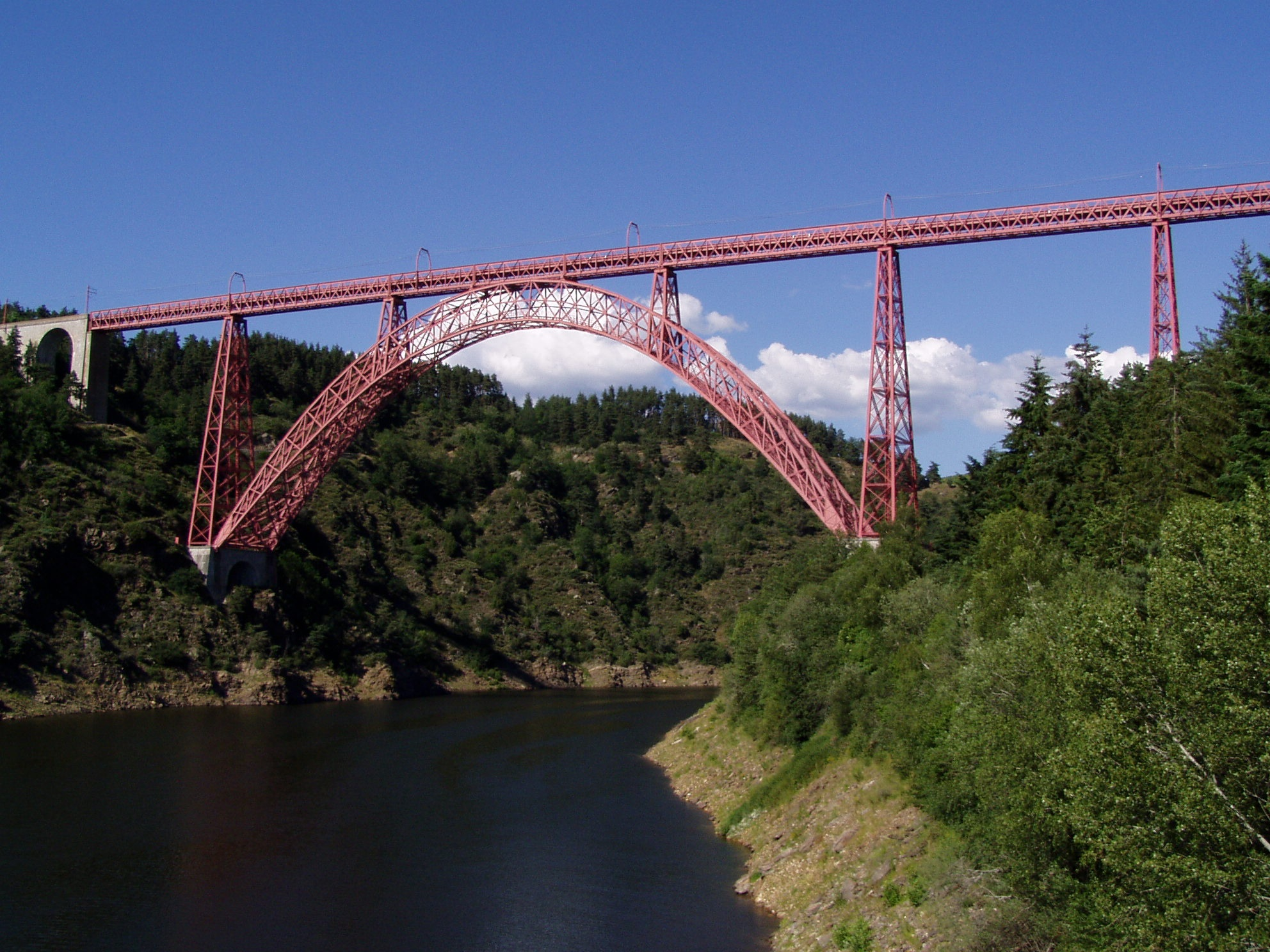
Віадук Гарабі

У 1858 році він став компаньйоном працедавця, але через два роки опісля, незадоволений зарплатнею, пішов і заснував власний завод металоконструкцій у Леваллуа-Перре поблизу Парижу. Незабаром він одружився з 17-річною дочкою свого постачальника Марі Годеле. Після 15-ти років щасливого шлюбу, народивши чоловікові п'ятеро спадкоємців, Марі померла від пневмонії. Більше він не одружувався.
Ейфель побудував понад 200 споруд: мости, віадуки, вокзали, банки, школи, церкви, казино. Майже всі побудовані ним 36 мостів увійшли до підручників як приклади сміливих інженерних рішень. Наприклад, на річці Дору в Португалії, де м'який ґрунт не давав змоги вбити у дно палі, він побудував єдиний проліт мосту завдовжки 160 м, що було унікальним для того часу. Для цього інженер поставив з обох берегів Дору високі стовпи.
Ще одна невдача відбулася в Панамі, де Ейфель розробляв проєкт шлюзів знаменитого Панамського каналу. Після того, як будівельники зникли з грошима акціонерів, його звинувачували в отриманні від Панамської спілки 19 млн франків за фіктивні роботи. Ейфеля було засуджено до 2 років ув'язнення та 20 000 франків штрафу, але касаційний суд скасував вирок у зв'язку з закінченням строку давності.
У 1875 році Ейфель разом з архітектором Буало збудував магазин «Про бон марші» в Парижі. Його пасажі, покриті скляними куполами, стали зразком для наслідування в усьому світі. У 1876 році прийшла черга нового проєкту - 46-метрового сталевого каркаса знаменитої статуї Свободи, яку скульптор Бартольді підніс як подарунок американському народу. Оскільки статую везли через океан розібраною на сотні частин, точність розрахунків при збірці була особливо важливою. Ейфель, як завжди, був на висоті.
У 1900—1902 роках за проєктом Ейфеля збудовано маяк на острові Джарилгач (Україна, Херсонська область). Ажурний металевий каркас маяка та його оснасту виконали в Парижі.

### Ейфелева вежа

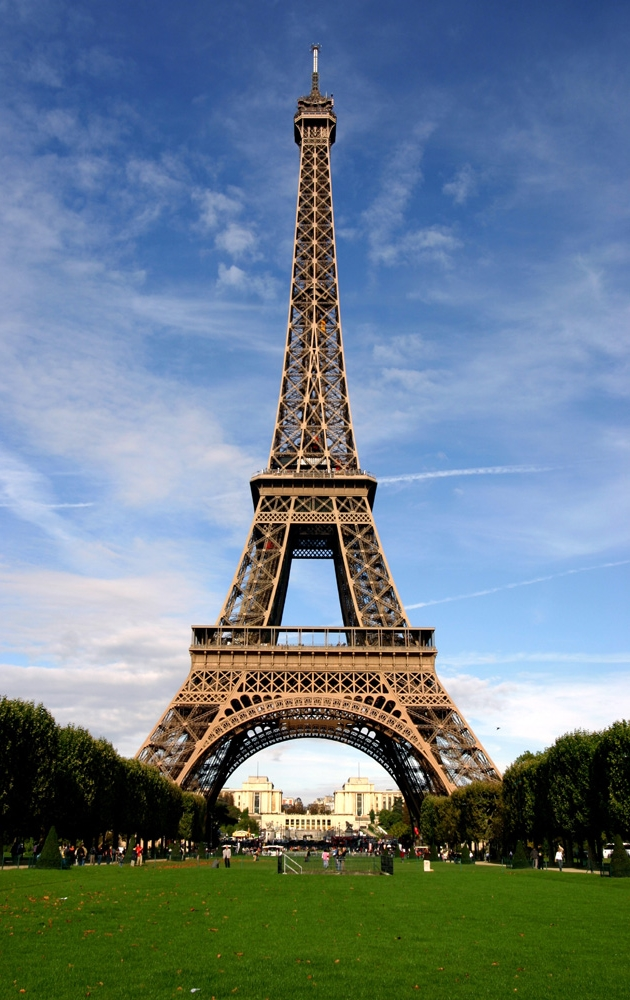
Ейфелева вежа

2 травня 1886 року французький уряд оголосив конкурс на найкращий проєкт: було запрошено французьких інженерів та архітекторів, щоб ті «визначили: чи можна на Марсовому полі спорудити залізну вежу з основою 125 метрів і заввишки 300 метрів». Незалежно від того що запропонують учасники конкурсу, їхні проєкти мали відповідати двом вимогам: 1) споруда повинна була себе окупити, тобто вона мала приваблювати відвідувачів, які платили за вхід на виставку і тим самим було б покрито витрати на її спорудження; 2) це повинна була бути тимчасова споруда, яку можна було б легко розібрати, коли виставка закінчиться.
До того, як було оголошено конкурс, Ейфель, якого вже тоді вся Франція знала як «найкращого творця споруд із металу», розробив проєкт вежі. (Згодом його називатимуть Magicien du Fer — Коваль-чарівник.) За кілька тижнів до початку конкурсу він зустрівся з міністром Франції Едуардом Локроєм і продемонстрував проєкти кованої залізної вежі, яку він був готовий спорудити. Ейфель виконав на замовлення 5329 креслень, щоб показати 18 038 різних складових, які будуть використані у вежі. Локрой був настільки приголомшений, що підробив результати конкурсу, аби в ньому переміг Ейфель.
У січні 1887 року Ейфель підписав контракт з урядом Франції та адміністрацією Парижу. Його будівельна фірма погодилася вкласти 1,3 мільйона доларів з 1,6 мільйона доларів, які були необхідні для того, щоб побудувати вежу. Натомість Ейфель мав отримати всі прибутки, які дасть вежа під час виставки, а також за наступні 20 років. (Уряд погодився не розбирати вежу після виставки.) Після цих двадцяти років вежа мала перейти у повну власність міста Париж.
Будівництво розпочалося 26 січня. Не можна було гаяти ані хвилини. До відкриття виставки залишалося менш ніж два роки, і Ейфель мав побудувати вежу швидше за будь-яку подібну споруду, зведену коли-небудь у цілому світі. Щоб спорудити монумент Вашингтону, який був удвічі нижчий за Ейфелеву вежу, знадобилося 36 років.
На тлі 1000-футової вежі всі інші будівлі Парижа здавалися б карликами, а пам'ятні споруди, — включаючи Нотр-Дам, Лувр та Тріумфальну арку, непомітними. Коли почали копати землю для закладення фундаменту, близько 300 видатних парижан підписали петицію, у якій вони протестували проти спорудження вежі. Вони заявляли, що «порожня свічка» Ейфеля «спотворить та збезчестить» місто. Але Ейфель та адміністрація міста проігнорували петицію, і роботи тривали без перерви.
Але вежу продовжували критикувати. Один французький професор-математик прогнозував, що коли вежа буде збудована на 748 футів, вона неодмінно обвалиться; у паризькому виданні «Нью-Йорк геральд» повідомлялося, що вежа змінює погоду; а в щоденній газеті «Ле Матен» вийшла стаття під заголовком «Вежа провалюється». Але що далі просувалися роботи, то більше почуття страху витіснялося захопленням.

### Останні роки
З 1900 року інтереси Ейфеля зосередилися на питаннях аеродинаміки, при цьому для проведення багатьох експериментів він використовував свою башту. У 1908 році він побудував першу сучасну аеродинамічну лабораторію на Марсовому полі, а в 1912 році відкрив ще одну в Отеї під Парижем.
У 1920 році Ейфель подарував свою лабораторію в Отеї французькому уряду.
Помер Ейфель у Парижі 28 грудня 1923 року.

## Об'єкти, які спроєктував Гюстав Ейфель
- Вокзал Ньюгаті, Будапешт, Угорщина (1877)
- Міст Марії Пії, Порту, Португалія (1877)
- Купол для обсерваторії, Ніцца, Франція (1878)
- Статуя Свободи, Нью-Йорк, США (1886, допомагав основному архітекторові)
- Залізний будинок, Ікітос, Перу (1887)
- Ейфелева вежа, Париж, Франція (1889)
- Центральний залізничний вокзал, Сантьяго, Чилі (1897)
- Санта-Жуштський ліфт, Лісабон, Португалія (1901)
- Джарилгацький маяк, Херсонська область, Україна (1902)
- Повітряний міст, Лієпая, Латвія (1906)

## Гюстав Ейфель у фільмах
- 2005: «Ейфель. Правдива історія» — французький документально-художній фільм 2005 року режисера Саймона Брука[en].
- 2015: «Земля майбутнього: Світ за межами» — американський фільм режисера Бреда Берда.
- 2019: «Люди в чорному: Інтернешнл» — американський науково-фантастичний комедійний бойовик режисера Фелікса Ґері Ґрея.
- 2021: «Ейфель (фільм)» — історична мелодрама Мартіна Бурбулона.

## Галерея

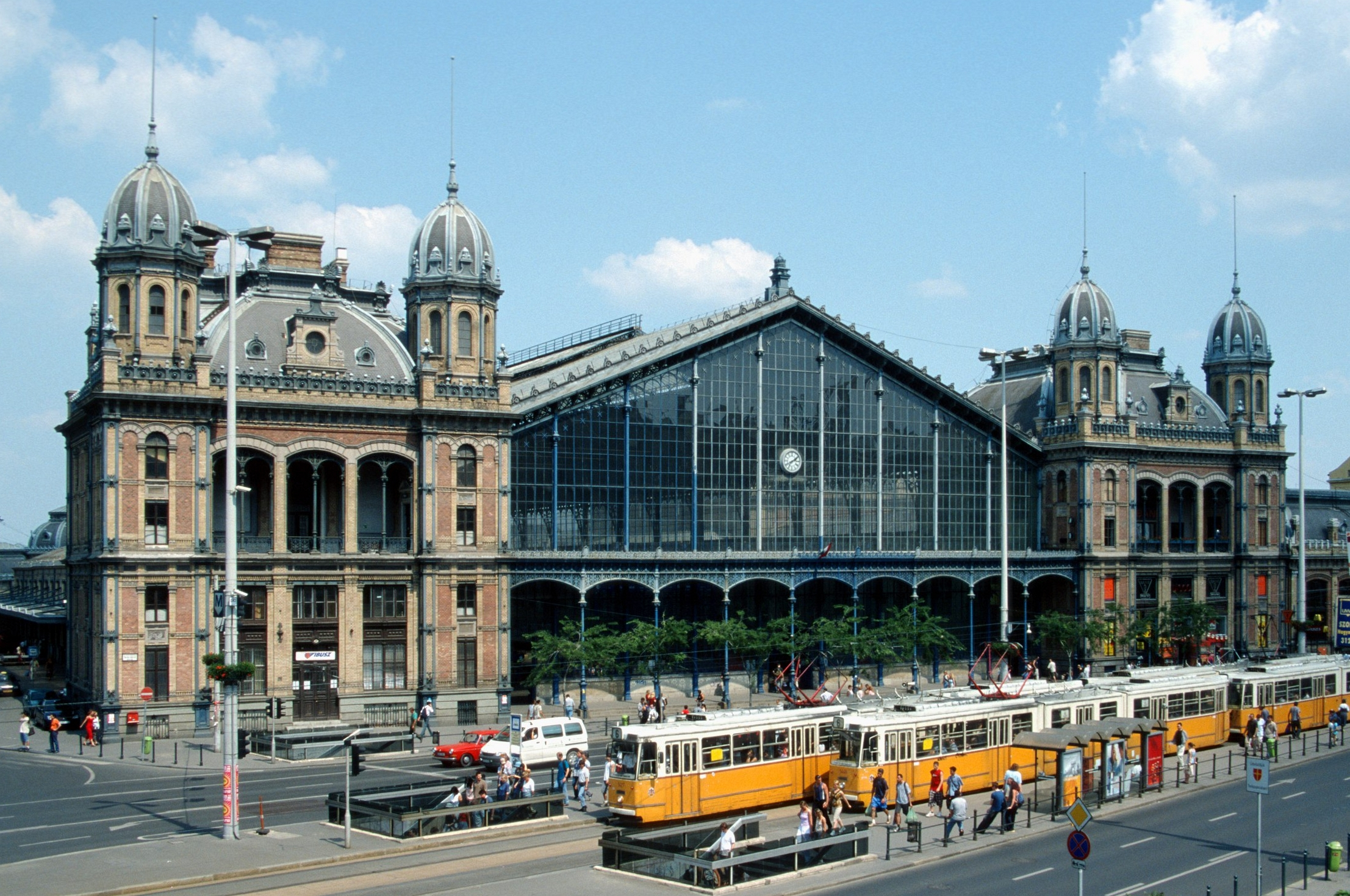
Вокзал Ньюгаті, Будапешт
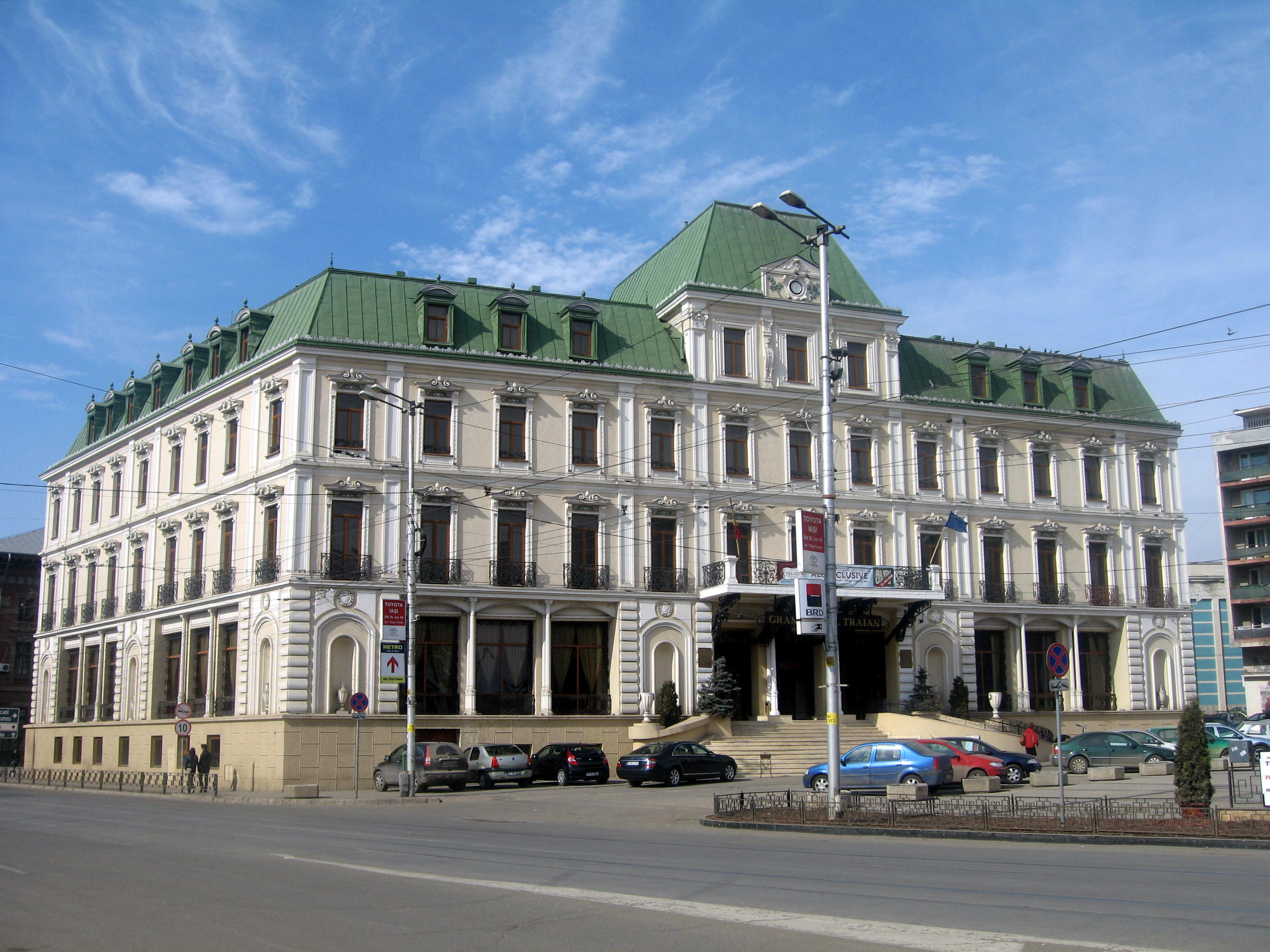
«Гранд-готель Траян» у Яссах
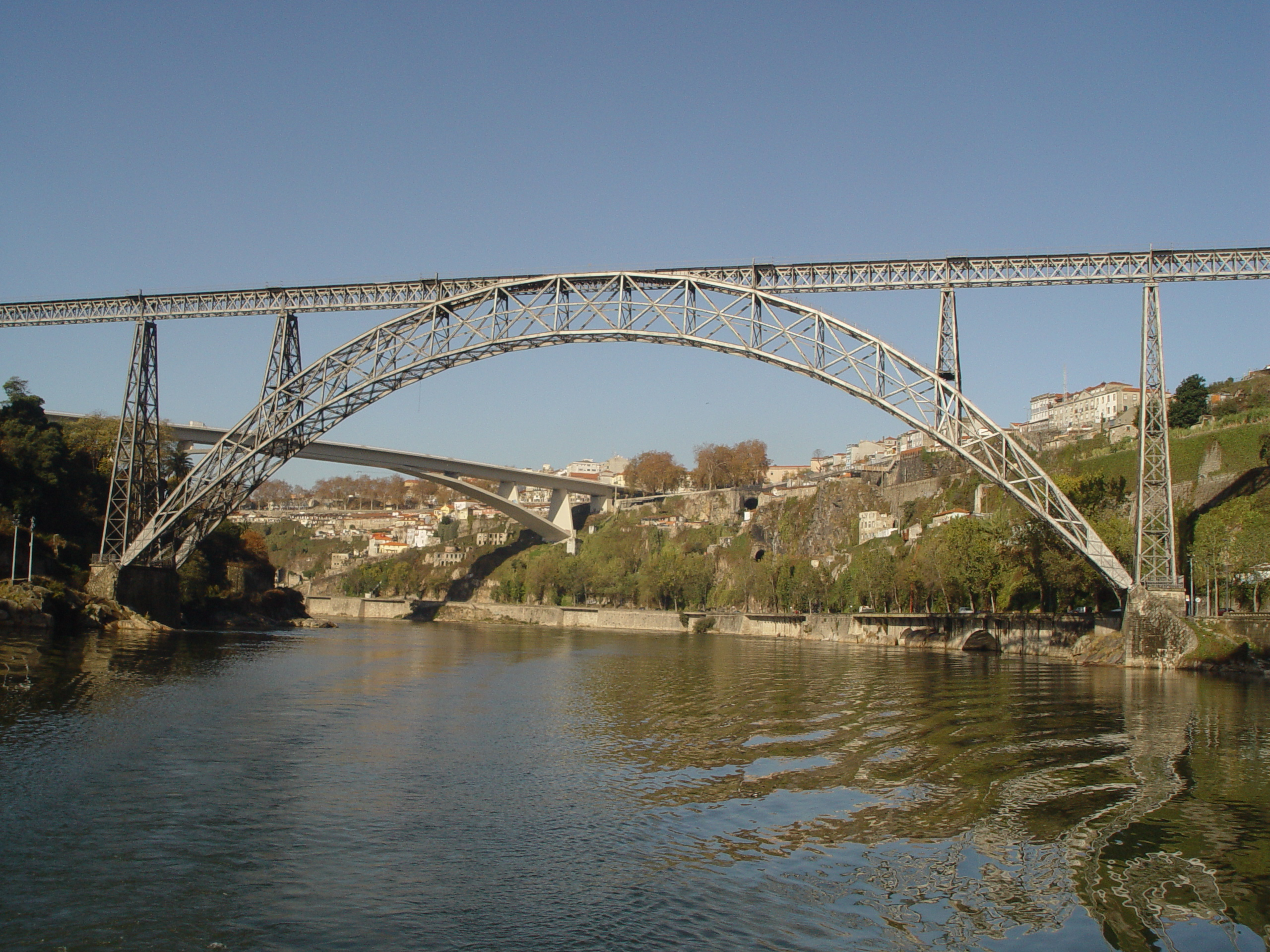
Міст Марії-Пії
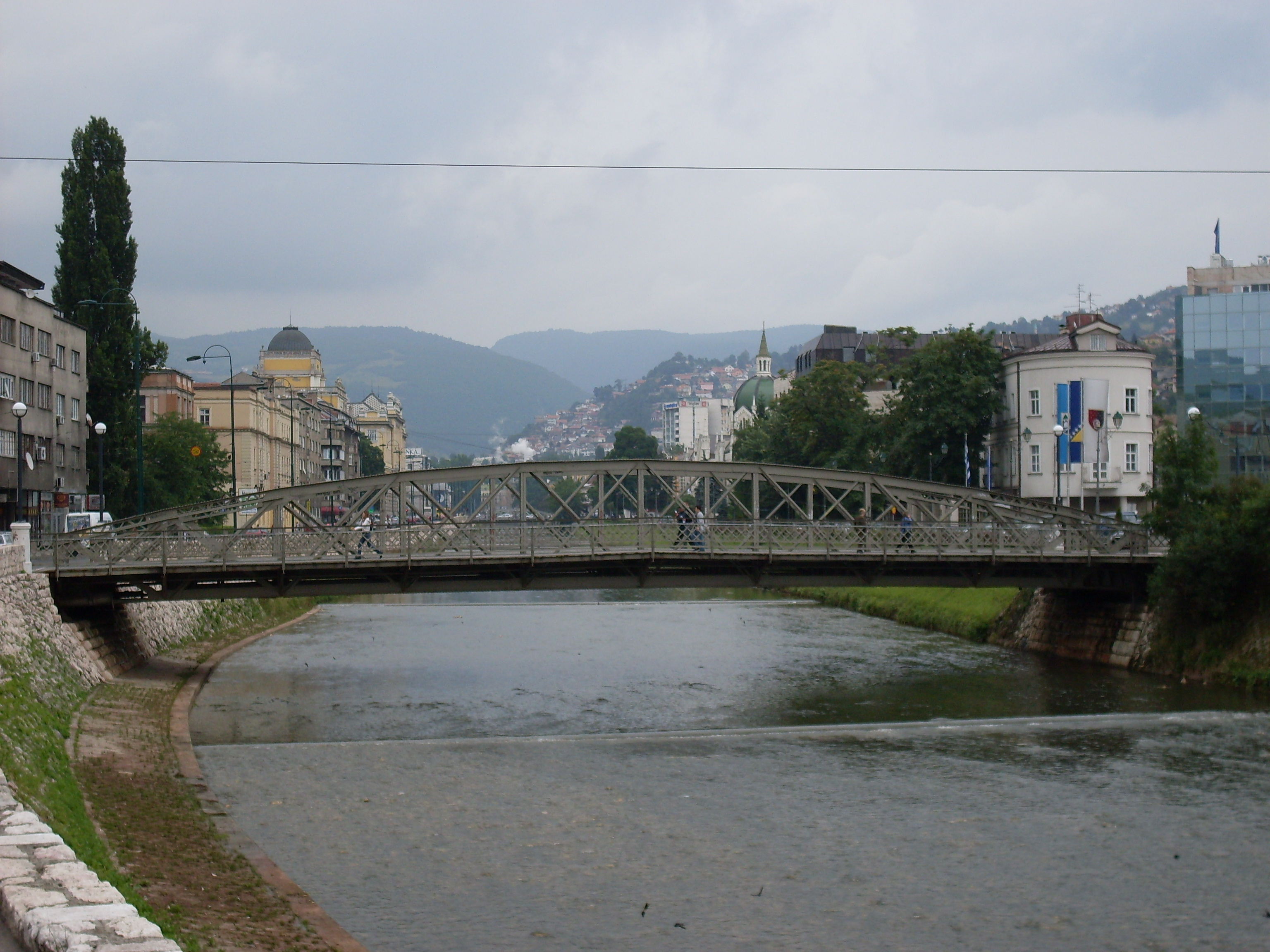
Міст Ейфеля в Сараєво
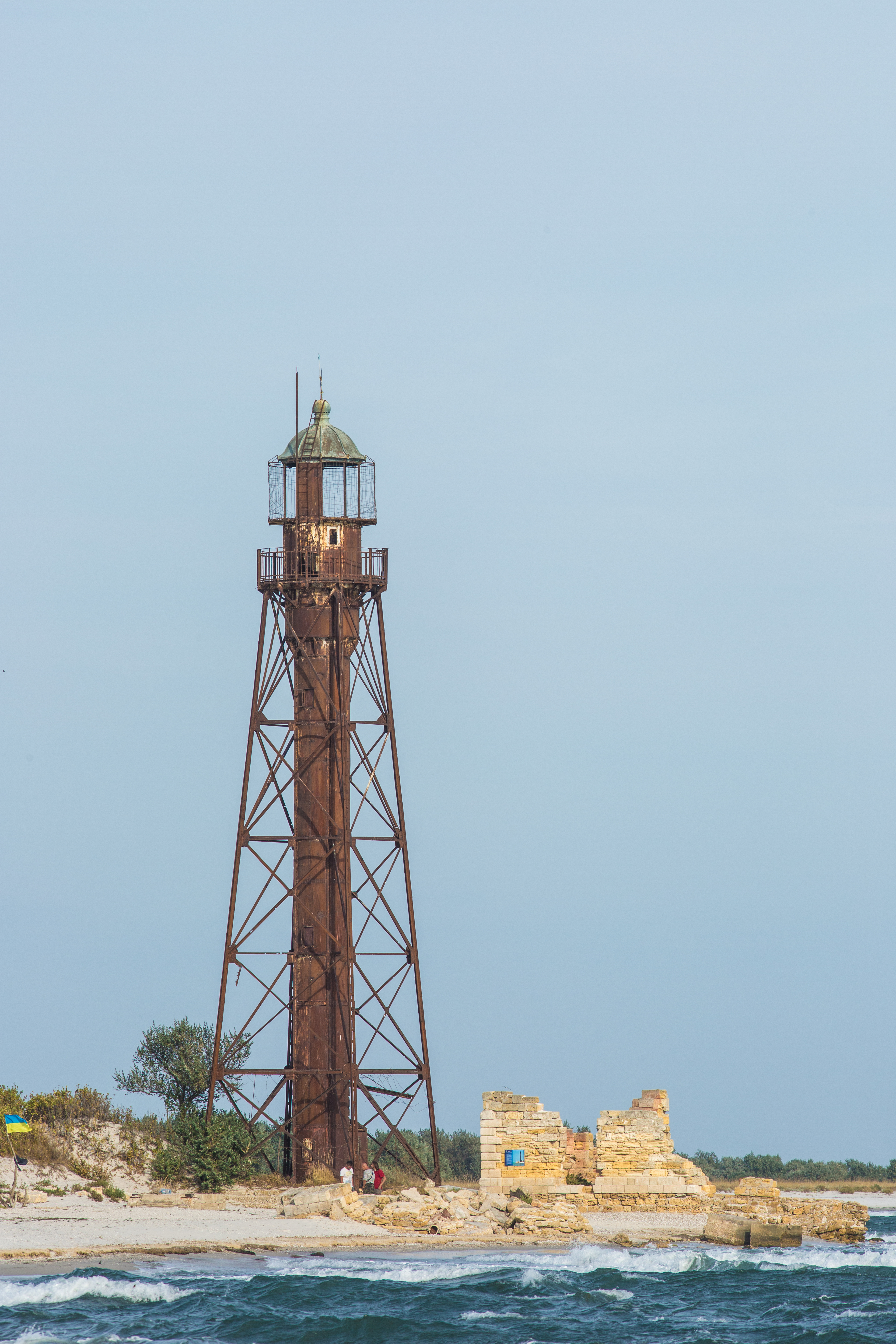
Маяк на острові Джарилгач, Україна
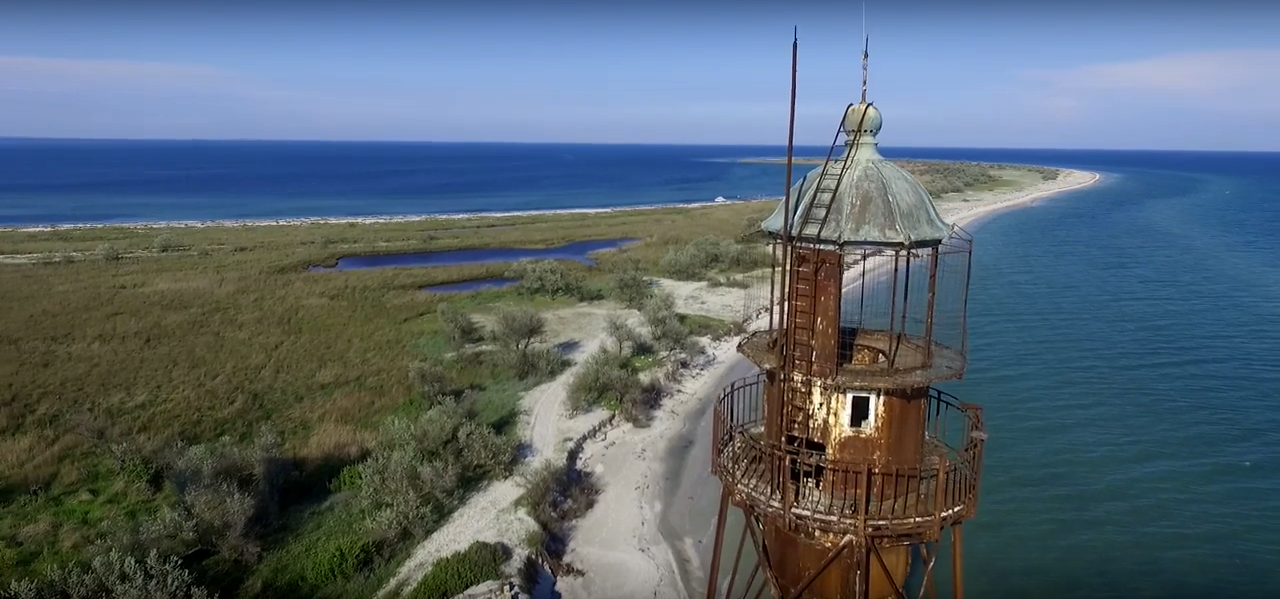
Маяк Г. Ейфеля на острові Джарилгач